# 중국의 정보 작전 및 정보전
중화인민공화국은 중국 공산당(CCP)의 통제를 받거나 연계된 인민해방군(PLA) 및 기타 조직을 통해 정보전을 수행하고 있다. 이러한 정보화 전쟁(informatized warfare)은 2008년 중국 국방백서에 명시되어 있으며, 전장 관리 시스템, 정밀 타격 능력, 기술 지원 지휘통제(C4ISR)를 포함한 정보 기반 무기 및 병력의 활용을 포함한다. 이 용어는 또한 중국 국가가 수행하는 선전 및 영향력 작전 활동을 의미하기도 한다. 중국은 대만의 주권 문제, 미국 선거, 러시아의 우크라이나 침공 등과 관련된 중대한 정보 작전을 수행해 왔다. 또한 인공지능과 점점 더 복잡해지는 통신 구조를 활용하여 사이버 전투 능력을 강화해왔다.

## 정의
중국 인민해방군(PLA)은 ‘정보화(informatization)’라는 용어를 디지털 시대의 정보기술 도입 및 군 현대화 노력의 평가 기준으로 정의하고 있다. 중앙군사위원회는 인민전 중심의 전쟁 수행 방식에서 정보화 조건의 전쟁 수행 방식으로 PLA를 전환하는 것을 목표로 하고 있으며, 이는 무기 플랫폼 중심의 군사 교리를 사이버 중심 교리로 이동시키는 것을 포함한다. 이러한 전환에는 알고리즘에 의해 생성된 내러티브, 인공지능이 조정하는 소셜미디어 계정, 통신 인프라에 대한 표적 공격 등이 포함될 수 있다. 사이버 중심 부대의 특징으로는 플랫폼 간 네트워크 연계(데이터 링크)의 활용이 있다.
에릭 C. 앤더슨(Eric C. Anderson)과 제프리 G. 엥스트롬(Jeffrey G. Engstrom)은 중국 군사 교리에서 '정보화(informationization)' 및 '정보화 전쟁(informatized warfare)'을 다음과 같이 정의한다. “[작전 수준에서는] 전구 단위 합동 지휘를 위한 통합 플랫폼 제공에 초점이 맞추어져 있으며, 이는 지휘, 통제, 통신, 컴퓨터, 정보, 감시 및 정찰(C4ISR) 연계성과 평시 인민해방군 군구 내 지휘통제(C2)를 포함한다.”
미국 국방정보국(DIA)은 중국의 ‘정보화 전쟁(informatized warfare)’을 미군의 '네트워크 중심 능력(net-centric capability)' 개념과 유사하다고 정의하며, 이는 첨단 정보기술 및 통신 시스템을 활용하여 적에 대한 작전상의 우위를 확보하는 군의 능력을 의미한다.
1995년, 중국 정보전의 창시자로 알려진 왕푸펑(Wang Pufeng) 소장은 다음과 같이 썼다. “정보전은 첨단기술전의 핵심 단계이며... 그 중심에는 정보기술이 있고, 이는 정보전, 전략전, 전자전, 유도미사일전, 기동전(機動戰), 화력전(火力戰)을 융합한 총력전이다. 이것은 새로운 유형의 전쟁이다.”
1995년 6월 13일과 20일, 《인민해방군보》에 실린 두 편의 기사에서, 중국군사과학원의 왕바오춘(Wang Baocun) 상교(상령)와 리페이(Li Fei)는 정보전에 대한 여러 정의를 제시하였다. 그들은 다음과 같이 결론지었다:
“우리는 정보전에 협의적 의미와 광의적 의미가 모두 존재한다고 본다. 협의의 정보전은 미군이 말하는 ‘전장 정보전’을 의미하며, 그 핵심은 ‘지휘통제전(command and control warfare)’이다. 이는 정보 지원 하에, 군사 기만, 작전 보안, 심리전, 전자전, 실질적 파괴 등의 수단을 종합적으로 활용하여 적의 인원까지 포함한 전체 정보 시스템을 공격하고, 적의 정보 흐름을 교란하여 적의 지휘통제 능력을 약화·파괴하며, 동시에 자군의 지휘통제 능력은 적의 유사한 공격으로부터 보호하는 것을 의미한다.”

이들은 협의의 정보전의 본질적 구성은 다섯 가지 주요 요소와 두 가지 일반 영역으로 이루어진다고 보았다.
다섯 가지 주요 요소
- 실질적 파괴: 적의 본부, 지휘소, 지휘통제(C2) 정보센터를 물리적 무기로 파괴하는 것.
- 전자전: 전자 방해 수단이나 대전자기파 무기를 이용해 적의 통신, 레이더 등 정보·첩보 수집 체계를 공격하는 것.
- 군사 기만: 전술적 기만 공격(모의 공격 등) 등을 통해 적의 첩보 수집 체계를 은폐하거나 속이는 것.
- 작전 보안: 모든 수단을 동원해 자군의 작전을 은폐하고 적이 정보 수집을 하지 못하도록 하는 것.
- 심리전: TV, 라디오, 전단 등을 통해 적의 군사 사기를 약화시키는 것.

두 가지 일반 영역
- 정보 방어란 자군의 정보 시스템이 파괴되지 않도록 보호하고, 이 시스템이 정상적으로 작동하도록 보장하는 것을 의미한다. 미래 전쟁에서 핵심 정보와 정보 시스템은 적의 주요 공격 목표가 될 것이다.
- 정보 공격이란 적의 정보 시스템을 공격하는 것으로, 주요 목표는 적의 정보 출처를 파괴하거나 방해하여 지휘통제 능력을 약화시키거나 붕괴시키고, 적의 전체 작전 체계를 차단하는 것이다.
  - 정보 공격의 3가지 필수 요건
    1. 적의 정보 시스템에 대한 이해 능력과 이에 상응하는 데이터베이스 구축
    2. 다양한 효과적인 공격 수단
    3. 공격 대상에 대한 전투 피해 평가(BDA) 능력[8]

—1995년 베이징 군사과학원 왕바오춘(Wang Baocun) 대령과 리페이(Li Fei) 대령.

1998년 7월, 샌디에이고에서 열린 회의에서는 랜드(RAND) 아시아태평양정책센터와 대만의 중국고등정책연구위원회가 공동 후원하여, 중국 군사 전문가들이 PLA 현대화의 비장비 측면을 논의하였다. 이 회의에서 제임스 C. 멀베넌(James C. Mulvenon)은 발표를 통해 “중국의 저작물은 정보전을 순수하게 군사적 주제로 간주하며, 미국 군사 문헌에서 영감을 주로 받는다”고 지적했다. 그 결과, “많은 PLA 저자들의 정보전 정의와 개념은 놀라울 정도로 미국의 그것과 유사하다”고 말했다.: 175–186

1999년 12월, 당시 국방과학기술공업부 부부장이었던 셰광(Xie Guang)은 군사적 의미의 정보전을 다음과 같이 정의하였다:
“정보전은 군사적 의미에서 각종 정보기술, 장비, 시스템(특히 지휘 시스템)의 종합적 활용을 통해 적 정책결정자의 결심을 흔드는 것이며, 동시에 자군의 시스템이 손상되거나 교란되지 않도록 가능한 모든 수단을 동원하는 것을 의미한다.”
2006년 인도 국방연구분석소(Indian Institute for Defence Studies and Analyses)의 전략 분석 보고서에서 비노드 아난드(Vinod Anand)는 중국의 정보전 개념 정의를 분석하였다. 그는 중국의 정보전 이해가 초기에는 서방 개념에 기반했지만, 점차 독자적인 방향으로 발전하고 있다고 평가하였다.

## 배경과 특성
※ 추가 정보: 『무제한 전쟁』, 『삼중전(三战, Three Warfares)』, 『여론투쟁(Public Opinion Struggle)』
중국이 정보전에 관심을 갖게 된 계기는 미국의 걸프전 승리(1990–1991)였다. 미국의 승리는 정보기술의 활용과 이를 통한 전장 지배력에 크게 의존한 것이었으며, 이 승리를 계기로 중국 인민해방군(PLA)은 정보전에 본격적인 투자를 시작하고, 자국에 적합한 정보전 개념을 발전시키기 시작하였다.
기술의 발전으로 인해 중국은 이제 군사 영역에 정보화를 적용할 수 있는 시대에 들어섰다.

중국의 2004년 국방백서에서는 정보화의 중요성을 다음과 같이 강조하고 있다:
“정보화 군대의 건설과 정보전의 승리를 목표로, 개혁을 심화하고 혁신에 전념하며, 질을 향상시키고, 중국 특색의 군사혁신(RMA)을 정보화를 중심으로 적극 추진한다.”
미국 국방부는 2009년 의회에 제출한 《중화인민공화국의 군사력에 관한 연례 보고서》에서 “정보화 조건하의 국지전(local wars under conditions of informatization)”을 “첨단 기술을 보유한 적을 상대로 한 단기간의 고강도 전투”로 정의하고 있다. 이 개념은 “첨단 기술을 갖춘 주변국과의 단기간 고강도 충돌에서 싸워 이길 수 있는 능력”을 포함한다. 또한 정보화된 국지전은 육·해·공·우주·전자기 스펙트럼을 통합된 하나의 체계로 연결하려는 시도이다. 중국의 군사 전략은 “정보화된 국지전에서의 승리”에 초점을 맞추고 있다.
중국 지도부는 미국과 같은 더 강력한 국가를 상대할 때 비대칭 전술을 활용할 것을 지속적으로 강조해왔으며, 정보전은 인민해방군이 이러한 목표를 달성하기 위해 사용하는 수단 중 하나이다. 2001년 《U.S. Military Review》에 게재된 T. L. 토머스의 논문은 다이칭민(戴清民) 소장(PLA 총참모부 통신부장, 정보전·정보작전 담당), 왕바오춘 상교, 기타 인사들의 저작을 분석하여, 중국이 “전자 전략(Electronic Strategies)”을 어떻게 활용하여 비대칭 전쟁의 이점을 실현하려 하는지를 다룬다. 토머스는 또한 2000년 4월호 『중국군사과학(China Military Science)』에 실린 정보전 관련 세 편의 논문을 요약하였다. 이 중 왕바오춘이 영어로 작성한 “현대 군사혁명과 아태 안보에 미치는 영향”이라는 논문은, 그가 불과 3년 전 작성한 소련/러시아식 정보전 모델에 기반한 논문과는 상이한 접근법을 보여준다.

『정보전략에 대하여』라는 논문에서, PLA 통신지휘학원 소속 뇨우리(牛力) 소장, 리장저우(李江舟) 대령, 쉬더후이(徐德輝) 소령은 정보전략을 다음과 같이 정의하였다:
“정보우세를 확보하고 유지하기 위해 지휘관과 지휘기관이 고안·활용하는 기법과 방법으로, 상대적으로 적은 비용으로 정보전에서 승리를 거두기 위한 교묘한 전략을 포함한다.”
2003년, 중국공산당은 인민해방군을 위한 『삼중전(三战, Three Warfares)』 전략을 공식 승인하였으며, 이는 다음 세 가지를 포함한다:
1. 여론전(輿論戰) – 언론과 미디어를 이용한 여론 조성
2. 심리전(心理戰) – 적의 사기 저하와 혼란 유발
3. 법리전(法律戰, 법전략 또는 lawfare) – 국제 및 국내법 해석을 이용한 전략적 정당성 확보[20]

중국은 정보 지배(dominance)를 추구하고 있지만, 그 방식은 서구 방식과 달리 고대 정치전술(예: 『삼십육계(三十六計)』) 등 전통 전략을 결합하여 진행된다. 최근에는 인민해방군이 인지 영역 작전(cognitive domain operations) 이라는 개념도 강조하고 있다.
방어 측면에서, 중국은 황금방패(Golden Shield) 프로젝트라는 프로그램을 통해 법률 정책과 정보기술을 결합하여 반체제 인사에 대한 검열과 감시를 수행하고 있다. 이는 일반적으로 만리방화벽(Great Firewall) 으로 알려져 있다. 또한 중국은 국가 사이버 주권(national cyber sovereignty) 을 강조하며, 시진핑 주석은 이를 “사이버 패권의 회피”와 “각국의 사이버 안보를 상호 존중해야 한다”는 원칙으로 설명한 바 있다.

## 정보 작전
RAND 연구소에 따르면 중국 인민해방군(PLA) 은 2010년대 중반부터 소셜미디어를 활용한 영향력 작전을 개발하기 시작했으며, 최소한 2018년부터 본격적으로 이를 사용해온 것으로 보인다. 2021년의 친중 허위정보 캠페인은 2019년에 비해 더 높은 정교함을 보였으며, 이러한 활동의 배후에 중국 정부가 직접 있는지 단정하기는 어렵지만 의심되고 있다.

### COVID-19
※ 자세한 내용: 중국의 COVID-19 허위정보
중국은 COVID-19의 발원지로서의 책임을 축소하고, 바이러스의 전 세계 확산에 대한 정보를 조작하기 위한 허위정보 캠페인을 수행했다. 2020년, 중국 정부는 팬데믹에 대한 일반 시민의 분노에 대응하여 소셜미디어를 활용한 이미지 개선 캠페인을 전개했다. 중국 관영 언론을 살펴보면, 정부가 바이러스 확산을 효율적으로 통제했다는 인상을 줄 수 있도록 보도 방식을 조정한 것으로 보인다. 이러한 이미지 유지를 위해 중국 정부는 '내부 고발자' 리원량(Li Wenliang) 의사와 여러 언론인을 침묵시키는 조치를 취했다.
국외에서는 COVID-19가 중국에서 발원했다는 사실을 축소하거나 왜곡하고, 전 세계적 확산에 대한 정보를 통제하려는 허위정보 캠페인이 진행되었다. 2023년 1월, 구글(Google) 은 COVID-19, 대만, 미국 정치에 대한 허위정보를 퍼뜨리던 5만 개 이상의 계정을 차단했다고 발표했다. 해당 캠페인은 중국 PR 기업 상하이 하이쉰 테크놀로지(Shanghai Haixun Technology Co.) 와 연계된 것으로 추정된다. 이 회사는 미국 내 여러 온라인 뉴스 매체에 친중 기사를 심어왔다는 의혹도 제기되었다.

### 대만
※ 자세한 내용: 대만의 통일전선 전술 및 반침투법
중화인민공화국(PRC)은 대만과의 통일을 지향하며, 이를 위해 정보 작전(Information Operations), 즉 정보전(Information War) 을 핵심 전략으로 활용한다. 중국은 막대한 자원을 투입했음에도 대만 국민 여론에 영향을 주는 데는 비교적 비효율적이었다는 평가를 받는다. 군사력으로 대만을 통일하려다 실패할 경우 대만 독립에 국제적 정당성을 부여하게 될 것을 우려하여, 중국 지도부는 사이버 작전(CNO, Computer Network Operations) 을 활용해 대만의 인프라를 공격함으로써 국민의 투지를 약화시키는 전략을 고려하고 있는 것으로 보인다.
2022년, 대만 법무부 조사국은 중국발 콘텐츠 농장에서 대만 시민을 대상으로 허위정보를 퍼뜨리던 400개 이상의 소셜미디어 계정을 적발했다. 2023년에는 대만 선거 개입을 위한 자금세탁 정황을 포착하고 수사 중임을 발표하였다.
2022년 중국군의 대만 포위 군사훈련 당시, 펑후(Penghu) 인근에서 훈련 중이라는 허위 주장을 통해 정보전을 시도했다는 혐의로 대만 당국은 중국을 비난했다.

### 미국
※ 자세한 내용: 미국 내 중국의 스파이 활동, 외국의 선거 개입
중국 공산당(CCP)은 1960년대부터 서방 세계를 대상으로 이념을 전파하고 사회 내부의 분열을 조장하는 선전 활동을 벌여왔다. 중국의 대외 선전은 극좌 정치 운동가들과 급진적 페미니즘을 지지한 사례로도 알려져 있다. 중화인민공화국(PRC)은 다양한 수단을 통해 미국 내에서 중국의 이익을 대변할 영향력 있는 대리인(agents of influence)을 모집해 왔다. 이들 중 다수는 중국의 의도를 인식하지 못한 채 활동하지만, 실제로는 매우 효과적인 역할을 수행할 수 있다. 1999년 미국 의회 보고서는 “중국 정부는 여전히 여러 수단을 통해 미 의회에 영향력을 행사하려 시도하고 있으며, 이는 의원들의 방중 초청, 중국계 유권자 및 저명한 미국 시민 대상 로비, 그리고 미 기업과의 협력을 통해 이루어진다”고 밝혔다. 중국은 또한 자국의 거대한 시장 규모를 지렛대로 활용해 미국 기업들이 중국의 이해관계를 대변하도록 유도하고 있다. 이는 특히 첨단 기술 또는 군민겸용 기술(dual-use technology)을 다루는 기업들에게 두드러지는데, 해당 기술에 대해서는 미국 정부의 엄격한 수출 통제가 존재하기 때문이다. 1999년 콕스(Cox) 보고서에 따르면, “중국과 사업을 원하는 경영진들은 중국과 함께 이중 용도 및 군사 관련 기술에 대한 수출 통제를 최소화하려는 상호 상업적 이익을 공유하고 있으며, 중국은 유명 기업 VIP들이 이러한 규제 완화를 위해 로비하도록 유도하는 방식으로 이를 악용해왔다”고 기술되어 있다.
중국 정부의 정보 작전은 희토류 산업과 경쟁하는 개발 프로젝트 등에 반대하도록 지역 내 반대 여론(NIMBY)을 조장하는 방식으로도 이루어졌다.
2024년, 정보 분석 기관 Network Contagion은 친팔레스타인 운동 조직 'Shut It Down for Palestine(SID4P)'의 여러 구성원이 CCP와 밀접한 관계가 있는 것으로 알려진 네빌 로이 싱햄(Neville Roy Singham)의 '싱햄 네트워크(Singham Network)'와 연계되어 있다고 발표했다. 이 보고서는 싱햄 네트워크가 풀뿌리 차원의 사회 불안을 조장하고 SID4P의 목소리를 증폭시키고 있으며, SID4P 구성원 중 최소 한 명이 반미, 반이스라엘, 반유대주의적 극단주의 단체와의 연계가 있다고 지적하였다.

### 미국 선거 개입
※ 관련 항목: 1996년 미국 대선 자금 스캔들, 2022년 미국 선거에 대한 중국의 개입, 2024년 미국 선거에 대한 중국의 개입
중국은 미국 내 대리인(agents of influence)을 통해 여러 정치인에게 자금을 지원해왔다. 예를 들어, 중국 스파이 카트리나 륑(Katrina Leung) 은 로스앤젤레스 전 시장 리처드 리오단(Richard Riordan)의 선거 캠페인에 1만 달러를 기부했다. 이후 리오단이 예비선거에서 빌 사이먼 주니어(Bill Simon Jr.) 에게 패하자 륑은 사이먼의 캠페인에 4,200달러를 기부했다. 그녀는 또한 중국 정부의 지시를 받고 1992년 조지 H. W. 부시의 대선 캠페인에도 기부한 바 있다.  륑은 1990년대에 중국 정부를 대신해 약 2만7천 달러를 정치인들에게 기부한 것으로 추청된.
정부감사원(Government Accountability Institute)의 2012년 보고서는 다음과 같은 사례도 인용한다:
워싱턴 D.C. 주재 중국 대사관 소속 요원들이 외국 자금을 미국 민주당 전국위원회(DNC)로 유도하려 했다는 정황이 1996년 대선 직전 발견되었다. PRC는 이를 부인했지만, 베이징과 중국 대사관 간 비밀 통신은 이 영향력 행사 계획이 “정부 차원에서 승인된 것”임을 보여준다고 주장되었다.
1996년에는 중국 인민해방군 정보장교 지셩더(季胜德) 장군 이 민주당 기부자 조니 청(Johnny Chung) 에게 30만 달러를 제공, 이를 당시 대통령 빌 클린턴 재선 캠페인에 기부하도록 했다. 청은 그 해 대선 기간에 백악관을 50회 이상 방문했으며, 총 40만 달러 이상의 기부를 담당한 인물이다.
2022년 9월, 메타(Meta Platforms)는 중국발 영향력 작전과 관련된 가짜 계정들을 선거 전에 제거했다고 밝혔다.
2024년 미국 선거를 앞두고는, 중국 공안부 산하 ‘스팸오플래그(Spamouflage)’ 작전이 가짜 소셜미디어 계정을 활용하여 미국 사회의 분열을 증폭시키려 한 사실이 적발되었다.

### 러시아의 우크라이나 침공과 중국의 개입
※ 관련 항목: 중국과 러시아의 우크라이나 침공, 우크라이나 생화학무기 음모론
러시아가 우크라이나를 침공하자, 중국 관영 언론 신화통신(Xinhua) 과 기타 국영 매체들은 메타가 러시아 국영 미디어의 광고를 금지한 이후에도 페이스북에 친러시아적 허위정보 광고를 게재하였다. 2022년 3월에는 중국국제TV네트워크(CGTV) 가 러시아의 “우크라이나 생화학무기 연구소” 주장을 근거 없이 반복 보도했다. 중국공산당 소유의 타블로이드지 ‘글로벌 타임즈’ 는 부차 학살(Bucha massacre)이 조작되었다는 러시아 측 주장을 그대로 인용하며 확산시켰다.

### 2017년 중국-인도 국경 대치
2017년 도클람(Doklam) 대치 당시, 타임스 오브 인디아는 중국이 인도에 대한 정보 작전을 전개했다고 보도하였다. 중국 관영 언론은 PLA가 대량의 무기와 차량을 티베트 국경 인근으로 이동시켰다고 보도했으나, 인도 측은 해당 지역에 이상 움직임이 없었다고 반박했다. 많은 분석가들은 이러한 보도를 중국이 심리전의 일환으로 활용하여 인도를 압박하고 철수를 유도하려는 시도로 해석했다. 양국 군은 부탄 영토 내 도클람 고원에서 수주간 대치한 상태였다.

### 기타 지역
2020년, 페이스북은 중국과 연계된 가짜 계정 네트워크를 삭제했으며, 해당 작전은 ‘오퍼레이션 네이벌 게이징(Operation Naval Gazing)’ 이라는 이름으로 불렸다. 이 정보 캠페인은 동남아시아 정치에 초점을 맞추었으며, 보안 연구자들에 의해 “Operation Naval Gazing(작전명 해상 응시)” 라는 이름이 붙여졌다.

### 다른 플랫폼

#### 소셜 미디어
2020년 6월, 트위터는 23,750개의 주요 계정과 약 150,000개의 증폭 계정을 차단하였으며, 이는 중국이 COVID-19 유행 기간 동안 자국의 글로벌 입지를 강화하고, 홍콩 민주화 운동가, 궈원구이(郭文貴), 대만 등을 공격하기 위해 수행한 정보 작전의 일환이었다.트위터는 해당 계정들이 기만적인 내러티브를 퍼뜨리고, 선전 내용을 유포했다고 밝혔다.
2020년, 구글은 중국과 연관된 유튜브 계정 2,500개 이상을 삭제하였다. 이들 계정 대부분은 정치와 무관한 스팸성 콘텐츠를 업로드했지만, 일부는 중국어로 COVID-19와 미국 내 인종 관련 시위에 대한 콘텐츠를 게시하였다.

#### 웹사이트
중국의 영향력 작전은 현지 뉴스 매체를 모방한 대규모 웹사이트 네트워크를 활용하는 방식으로도 수행되었다. 2022년, 사이버보안 회사 맨디언트(Mandiant)는 친중 내러티브를 미국 뉴스 사이트에 삽입하고, 심지어 워싱턴 D.C.에서 실제 시위를 조직한 네트워크를 최초로 폭로하였다.
2024년 2월, 시티즌 랩(Citizen Lab) 은 중국 정부를 비판한 개인 및 단체를 겨냥한 콘텐츠를 진짜 현지 뉴스에서 표절한 방대한 콘텐츠 안에 삽입한, 더 큰 규모의 웹사이트 네트워크를 발견하였다. 이 네트워크는 ‘페이퍼월(PAPERWALL)’ 로 명명되었으며, 2025년 현재까지도 활동 중이나, 실제 웹 트래픽은 거의 없는 상태라고 연구진은 밝혔다.

### 인공지능
※ 관련 항목: 중국의 인공지능 산업
새롭게 등장한 인공지능(AI) 모델은 전 세계 국가들의 군사 및 정보 전략에 있어 중요한 요소로 빠르게 자리 잡고 있다. AI는 콘텐츠 제작, 맞춤형 메시지 전달, 사용자 분석 등의 과정을 보다 빠르게 수행할 수 있도록 하며, 이는 효율적인 허위정보 캠페인에 핵심적인 과정들이다.그 결과, AI는 선전 확산 주기를 단축시켜, 국가 행위자들이 타국의 정보 기반 구조의 취약점을 더욱 빠르게 이용할 수 있게 만든다.
AI 역량은 미국, 러시아, 중국과 같은 주요 강대국들이 수행하는 영향력 작전의 효과를 결정짓는 중요한 요소로 부상하고 있다.중국공산당(CCP)은 이미 정보 전쟁 과정에 생성형 AI를 통합하고 있다. 딥페이크 영상, 조작된 뉴스 기사 등 기만적인 콘텐츠를 자동 생성하며, 실제 사용자처럼 보이는 대규모 국영 소셜미디어 계정 네트워크를 통해 이를 유포한다. 이러한 계정들은 AI에 의해 통제되고 운영되며, 노골적인 선전뿐 아니라 은밀한 심리전 수행에도 활용된다.이 과정 전반에서 CCP는 AI를 활용해 메시지를 지속적으로 정제하며, 해외의 대응책에 적응하면서도 국내 선전 서사와의 일관성을 유지하도록 만든다. AI는 중국이 국내외 여론을 형성하는 능력을 강화하는 동시에, 이 같은 영향력 작전에 대응하려는 적국의 노력에도 큰 도전 과제를 안겨주고 있다.

### 미국의 정보 작전과의 비교
인민해방군의 ‘3대 전쟁’ 교리와 같은 중국의 정보전 전략은 손자병법의 영향을 부분적으로 받은 것으로, 심리전, 여론전, 법리전이라는 세 가지 축이 ‘전투 없이 적을 굴복시킨다’는 손자의 원칙과 유사하다.
중국의 접근 방식은 국제 서사를 형성하는 데 강한 비중을 두며, 특히 동아시아의 역사적 주장을 바탕으로 한 서사 전쟁(narrative warfare) 에 집중한다.동시에 중국은 국내 서사 관리와 내부 질서 유지를 중요한 전략적 목표로 삼고 있다. 중국은 국민주의 고취를 위한 국내 캠페인을 벌이는 한편, 강력한 감시 및 검열 시스템을 통해 반대 의견을 억압한다.
미국의 정보 작전은 전자전(EW), 컴퓨터 네트워크 작전(CNO), 심리작전(PSYOP), 군사 기만 작전(MILDEC), 작전 보안(OPSEC) 등 다양한 활동을 포함하는 ‘지원 요소’로 구성된다.중국이 정보전을 군사 전략의 핵심 요소로 간주하는 반면, 미국은 정보작전을 기존 군사 작전 내의 하나의 ‘지원 기능’으로 통합하는 방식을 택하고 있다. 또한, 미국은 국방부, 국무부, 정보기관 등 여러 기관에 관련 책임이 분산된 ‘탈중앙화’된 구조를 갖고 있는 반면, 중국의 인민해방군은 정치·군사·민간을 통합한 ‘중앙집권적 명령체계’를 강조하는 교리를 따른다.
중국이 자국 내에서 정보작전 수행에 중점을 두는 것과는 달리, 미국은 주로 대외 중심의 접근법을 취하고 있으며, 스미스-먼트 법(Smith-Mundt Act)과 수정헌법 제1조의 보호 조항 등 법적·헌법적 제약으로 인해 국내 내러티브 통제는 거의 존재하지 않는다. 미국은 러시아와 중국의 허위정보 캠페인에 대응하기 위해 글로벌 참여 센터(Global Engagement Center) 와 같은 기구를 통해 대외 영향력을 억제하려는 노력을 기울이고 있다. 이 센터는 또한 외국의 선거 개입으로부터 미국 선거를 보호하기 위해 활동하였으며, 마이크로소프트는 이란, 중국, 러시아의 행위자들이 미국 선거를 방해하려 한 시도가 있었다고 보고하였다.공세 측면에서, 미국의 정보작전은 주로 적을 기만하고 제압하기 위한 용도로 사용된다. 과거에는 팽창식 장비, 허위 무전 송신, 공중 유인 전단지, 음향 효과 등 다양한 기법이 사용되었다. 보다 최근에는 2016년부터 2018년까지 수행된 '글로잉 심포니 작전(Operation Glowing Symphony)' 과 같은 사례가 있으며, 이 작전에서 미 사이버사령부는 ISIS의 온라인 플랫폼을 해킹 및 교란하여 디지털 선전을 삭제하고 모집 활동을 차단하였다.

### 사이버 공격 역량
최근 몇 년 동안, 중국은 정보전 전략의 일환으로 정교한 사이버 역량을 개발해왔다. 중국 인민해방군(PLA)과 국가 지원을 받는 부대들은 향후 지정학적 분쟁에 대비하기 위해 상당한 자원을 투입하였다.중국의 사이버 정보전은 독창적인 전략과 기업가 정신이 결합된 독특한 접근 방식을 취하고 있으며, 정부는 화웨이와 같은 기술 기업과 협력함으로써 이러한 사이버 전략을 뒷받침하고 있다. 화웨이의 세계적 입지는 중국이 거대한 통신 데이터를 중앙 집중화하는 데 기여할 수 있다.이러한 국영·민간 협력 체계는 미국과 같은 국가들이 공공과 민간 부문 간 경계를 엄격히 유지하는 것과 대조적이다.비국가 행위자들과 정부 간의 투명한 관계는 외국 세력과의 갈등에서 수많은 이점을 제공해왔다.
최근의 사례로는 ‘볼트 타이푼(Volt Typhoon)’이라 불리는 사이버 캠페인이 있으며, 이는 미국 내 핵심 기반 시설(전력망, 통신망 등)에 접근한 사건이다. 기존의 일시적인 교란 전술과 달리, 볼트 타이푼은 미래 분쟁에서의 영향력 확보를 위한 장기적 전진배치(pre-positioning) 에 초점을 맞추었다. 이 캠페인은 침해된 장비를 통해 트래픽을 프록시(proxy)하여 자격 증명을 확보하고, 합법적 사용자처럼 위장하여 비인가 접근을 유지하는 방식으로 운영되었다.중국의 정보전 전략이 장기적 목표에 초점을 맞추는 이러한 전환은 향후 주요 분쟁 시 통신 인프라에 대한 상당한 통제권을 보장할 수 있다. 전진배치를 강조하는 중국의 전략은 결정적인 시점에 전략적 우위를 제공할 수 있도록 은밀한 접근 권한을 유지하려는 보다 광범위한 전략을 반영한다.

### 인프라

#### 경제적 스파이 행위
2024년 9월 중순, 미국 국토안보위원회는 중국 공산당(CCP)이 미국의 경제 및 국토 안보에 가하는 위협에 대해 조사를 진행하였으며, 특히 해양 인프라에 대한 통제에 주목하였다.
조사에서는 중국 정부가 관리하는 국영 물류 기업인 상하이 전화 중공업(ZPMC) 의 지배력에 주목하였으며, 이 기업은 미국 항만에서 작동 중인 크레인의 약 80%를 통제하고 있다고 지적하였다.

국토안보위원회 웹사이트에 게재된 성명문에 따르면,
공동 조사 과정에서 수집된 증거는, ZPMC가 원할 경우 CCP와 중국군이 미국의 해양 장비 및 기술을 이용·조작하는 트로이 목마로 기능할 수 있음을 시사한다.

 이러한 핵심 인프라의 취약성은 미국 전역의 국민에게 영향을 미칠 수 있다.
ZPMC는 미국 항만(특히 서부 항만)에서 자사의 크레인에 대한 원격 접속 권한을 반복적으로 요청해왔다.
이러한 접근 권한이 허용될 경우, 중국 정부의 다른 기관으로도 확장될 수 있으며, 이는 중국 국가안보법상 기업이 정부에 전면적으로 협조해야 한다는 요구에 기인한다.
ZPMC의 지배적 위치 확보는 값싼 노동력과 철강을 전략적으로 활용하여 시장 가격보다 저렴하게 크레인을 판매한 결과이다.

### 증가하는 우려 사항
미중 경제안보검토위원회(U.S.-China Economic and Security Review Commission) 는 미국-중국 간 경제 관계에 대한 평가와 모니터링을 우선시하는 입법 기관이다. 2022년, 이 위원회는 중국의 영향력이 육지, 해상, 공중의 물리적 영역을 넘어 사이버 공간, 전자기 스펙트럼 등으로 확장되고 있다고 보고하였다. 또한 국가가 후원하는 사이버 행위자들이 물류 인프라를 공격 대상으로 활용할 가능성도 지적하였다.
2024년, 미국의 싱크탱크인 전략국제문제연구소(CSIS)는 중국이 글로벌 인프라를 통제함으로써 발생할 수 있는 주요 전략적 위험 요소들을 정리한 보고서를 발표하였다. 보고서에 따르면, 중국 기관들은 물품의 종류, 수량, 출처 등의 민감한 데이터를 확보할 수 있으며, 이를 통해 글로벌 무역 흐름에 대한 정보를 수집하고, 이를 바탕으로 중국 정부 기관이 관련 정책을 수정하거나 조정할 수 있는 잠재력을 갖게 된다.

## 같이 보기
- 중국의 해외 정보 활동(영어판)
- 사이버 전쟁 부대 목록(영어판)
- 중국의 초국가적 억압(영어판)
- 국가 후원 인터넷 선전(영어판)

## 참조목록
1. ↑  “China's National Defense in 2008” (PDF). 《Federation of American Scientists》 (영어). 2021년 7월 15일에 원본 문서 (PDF)에서 보존된 문서. 2020년 11월 5일에 확인함.
2. 1 2  Dr. Eric C. Anderson; Mr. Jeffrey G. Engstrom. “Capabilities of the Chinese People's Liberation Army to Carry Out Military Action in the Event of a Regional Military Conflict” (PDF) (영어). 2020년 10월 18일에 원본 문서 (PDF)에서 보존된 문서. 2020년 11월 5일에 확인함.
3. ↑  DiResta, Renée (2020년 7월 20일). “Telling China's Story: The Chinese Communist Party's Campaign to Shape Global Narratives” (PDF). Stanford University, Hoover Institution. 2020년 7월 20일에 원본 문서 (PDF)에서 보존된 문서. 2020년 7월 21일에 확인함.
4. ↑  A. Bitzinger, Richard (2018년 2월 27일). “China's love affair with 'informatized warfare'” (영어). Asia Times. 2021년 7월 17일에 원본 문서에서 보존된 문서. 2020년 11월 5일에 확인함.
5. ↑  “China Military Power” (PDF). Defense Intelligence Agency. 2019년 5월 11일에 원본 문서 (PDF)에서 보존된 문서. 2020년 11월 5일에 확인함.
6. ↑  Pufeng, Wang. “Chinese Information Warfare as released through the FAS” (영어).
7. 1 2 3  Mulvenon, James (1999).  Mulvenon, James C.; Yang, Richard H., 편집. “The People's Liberation Army in the Information Age” (영어). RAND Corporation. doi:10.7249/cf145. ISBN 978-0-8330-2716-0.
8. 1 2  “INFORMATION WARFARE - Senior Colonel Wang Baocun and Li Fei”. 《Federation of American Scientists》. 2022년 10월 12일에 원본 문서에서 보존된 문서. 2023년 1월 28일에 확인함.
9. 1 2 3 4  “INFORMATION WARFARE - Senior Colonel Wang Baocun and Li Fei”. 《Federation of American Scientists》 (영어). 2022년 10월 12일에 원본 문서에서 보존된 문서. 2023년 1월 28일에 확인함.
10. ↑  Sobiesk, Edward (2003년 4월 5일). “Redefining the Role of Information Warfare in Chinese Strategy”. 《SANS Institute》. 2023년 2월 9일에 원본 문서에서 보존된 문서. 2023년 1월 28일에 확인함.
11. ↑  Ventre, Daniel (2010년 5월 18일). “China's Strategy for Information Warfare: A Focus on Energy”. 《Journal of Energy Security》. 2011년 10월 5일에 원본 문서에서 보존된 문서. 2023년 1월 28일에 확인함.
12. ↑  Ferguson, MAJ Robyn E. (2002). Information Warfare with Chinese Characteristics: China's Future of Information Warfare and Strategic Culture 보관됨 12 4월 2010 - 웨이백 머신. Masters Thesis, US Army Command and General Staff College, Fort Leavenworth, Kansas. (Accessed 23 April 2011).
13. ↑  U.S. Department of Defense, Military Power of the People's Republic of China 2009 보관됨 23 7월 2015 - 웨이백 머신, Office of the Secretary of Defense, Washington, D.C. (Accessed 28 April 2011).
14. ↑  Krekel, Bryan (2009년 10월 16일). “Capability of the People's Republic of China to Conduct Cyber Warfare and Computer Network Exploitation” (PDF). 《Prepared for The US-China Economic and Security Review Commission》. 2011년 2월 3일에 원본 문서 (PDF)에서 보존된 문서. 2011년 3월 3일에 확인함.
15. ↑  “Is China a military superpower?”. CSIS China Power. 2016년 2월 24일. 2016년 9월 20일에 원본 문서에서 보존된 문서. 2016년 8월 25일에 확인함.
16. ↑  Toshi Yoshihara, Chinese information warfare: a phantom menace or emerging threat? 보관됨 10 5월 2011 - 웨이백 머신 , Strategic Studies Institute, U.S. Army War College, Carlisle, PA, November 2001. ISBN 1-58487-074-5 (Accessed 23 April 2011)
17. 1 2  Wang, Vincent (2002년 1월 1일). “Asymmetric War? Implications for China's Information Warfare Strategies”. American Asian Review (영어) 20판: 167–207. 2020년 7월 21일에 원본 문서에서 보존된 문서. 2020년 7월 21일에 확인함.
18. ↑  LtCol Timothy L. Thomas, US Army, Retired, "47 China's Electronic Strategies" 보관됨 10 6월 2011 - 웨이백 머신 , Military Review, May–June 2001
19. ↑  Niu Li, Li Jiangzhou, and Xu Dehui, "On Information Warfare Stratagems," Beijing Zhongguo Junshi Kexue, 12 January 2001, 115-22. Translated and downloaded from /f_049.htm FBIS[깨진 링크].
20. ↑  Fritz, Jason R. (2017년 3월 21일). 《China's Cyber Warfare: The Evolution of Strategic Doctrine》 (영어). Lexington Books. 70쪽. ISBN 978-1-4985-3708-7. 2024년 5월 25일에 원본 문서에서 보존된 문서. 2020년 9월 17일에 확인함.
21. ↑  Michael Pillsbury, ed., China Debates the Future Security Environment (Washington, D.C.: National Defense University Press, 2000), 293.
22. ↑  Jackson, Smith; Beauchamp-Mustafaga, Nathan. “PLA Social Media Warfare and the Cognitive Domain”. China Brief (미국 영어). Jamestown Foundation. 2023년 9월 29일에 원본 문서에서 보존된 문서. 2023년 9월 10일에 확인함.
23. ↑  Denyer, Simon (2016). “China's Scary Lesson To the World: Internet Censorship Works”. The Washington Post. 2018년 12월 6일에 원본 문서에서 보존된 문서. 2020년 9월 3일에 확인함.
24. ↑  “Xi calls for 'cyber sovereignty'” (영국 영어). BBC News. 2015년 12월 16일. 2020년 9월 2일에 원본 문서에서 보존된 문서. 2020년 9월 3일에 확인함.
25. ↑  Beauchamp-Mustafaga, Nathan; Green, Kieran; Marcellino, William; Lilly, Sale; Smith, Jackson (2024년 10월 1일). 《Dr. Li Bicheng, or How China Learned to Stop Worrying and Love Social Media Manipulation: Insights Into Chinese Use of Generative AI and Social Bots from the Career of a PLA Researcher》 (영어). RAND Corporation. doi:10.7249/rra2679-1.
26. ↑  Cook, Sarah. “Beijing Is Getting Better at Disinformation on Global Social Media” (영어). The Diplomat. 2021년 3월 29일에 원본 문서에서 보존된 문서. 2021년 3월 29일에 확인함. Conclusively attributing inauthentic networks of social media accounts to Chinese party-state actors is exceedingly difficult, even when they are clearly promoting Beijing's preferred narratives or specific state-produced content.
27. ↑  Cook, Sarah. “Welcome to the New Era of Chinese Government Disinformation” (영어). The Diplomat. 2021년 3월 29일에 원본 문서에서 보존된 문서. 2021년 2월 8일에 확인함.
28. ↑  Wong, Edward; Rosenberg, Matthew; Barnes, Julian E. (2020년 4월 22일). “Chinese Agents Helped Spread Messages That Sowed Virus Panic in U.S., Officials Say” (영어). The New York Times. 2021년 4월 4일에 원본 문서에서 보존된 문서. 2021년 2월 8일에 확인함. As the messages have sown confusion, it has been difficult to trace their true origins or pin down all the ways in which they have been amplified.
29. ↑  “Misleading a Pandemic: The Viral Effects of Chinese Propaganda and the Coronavirus”. 《National Defense University Press》 (영어). 2025년 2월 28일에 확인함.
30. ↑  “China Covid-19: How state media and censorship took on coronavirus” (영어). BBC. 2020년 12월 29일. 2025년 2월 28일에 확인함.
31. ↑  Loftus, Peter (2020년 5월 1일). “Chinese Communist Party Information Warfare: US–China Competition during the COVID-19 Pand”. 《Air University (AU)》 (영어). 2025년 2월 28일에 확인함.
32. ↑  Creig, Jonathan (2023년 1월 26일). “Google shut down thousands of pro-Beijing disinformation channels on Taiwan, COVID-19” (영어). The Record. 2023년 1월 27일에 원본 문서에서 보존된 문서. 2023년 1월 27일에 확인함.
33. ↑  Cadell, Cate; Starks, Tim (2023년 7월 24일). “Pro-China influence campaign infiltrates U.S. news websites” (영어). The Washington Post. 2023년 12월 16일에 원본 문서에서 보존된 문서. 2023년 7월 26일에 확인함.
34. ↑  Doshi, Rush (2020년 1월 15일). “China Steps Up Its Information War in Taiwan”. 《Foreign Affairs》. 2020년 10월 6일에 원본 문서에서 보존된 문서. 2020년 10월 6일에 확인함.
35. ↑  Hung, Tzu-Chieh; Hung, Tzu-Wei (2022년 7월 19일). “How China's Cognitive Warfare Works: A Frontline Perspective of Taiwan's Anti-Disinformation Wars”. Journal of Global Security Studies (영어) 7 (4). doi:10.1093/jogss/ogac016. ISSN 2057-3170.
36. ↑  Prasso, Sheridan; Ellis, Samson (2019년 10월 23일). “China's Information War on Taiwan Ramps Up as Election Nears” (영어). Bloomberg News. 2020년 10월 14일에 원본 문서에서 보존된 문서. 2020년 10월 6일에 확인함.
37. ↑  James C. Mulvenon. "Chinese Information Operations Strategies in a Taiwan Contingency" 보관됨 3 11월 2011 - 웨이백 머신 , 15 September 2005. (Accessed 20 March 2011).
38. ↑  Li-chung, Chien (2022년 1월 24일). “PRC targets Taiwan with new disinformation ploy” (영어). Taipei Times. 2022년 1월 23일에 원본 문서에서 보존된 문서. 2022년 1월 24일에 확인함.
39. ↑  “MJIB eyes China cash ahead of elections”. 《Taipei Times》 (영어). 2023년 11월 20일. 2023년 11월 21일에 원본 문서에서 보존된 문서. 2023년 11월 21일에 확인함.
40. ↑  Tung, Roger (2022년 8월 16일). “Taiwan accuses China of exaggeration with islands footage” (영어). Reuters. 2022년 8월 17일에 원본 문서에서 보존된 문서. 2022년 8월 17일에 확인함.
41. ↑  Martin Jones, David (2022). 《Prof.》 (영어). Edward Elgar Publishing. ISBN 978-1-80220-945-7.
42. ↑  Maochan Yu, Miles (2021년 5월 5일). “Beijing's Woke Propaganda War in America”. 《Hoover Institution》. 2024년 5월 5일에 원본 문서에서 보존된 문서. 2024년 5월 5일에 확인함.
43. ↑  Van Fleet, Xi (October 2023). 《Mao's America》 (영어). Center Street. ISBN 9781546006329.
44. ↑  “Report to Congress on Chinese Espionage Activities Against the United States” (영어). FBI/CIA. 1999년 12월 12일. 2013년 10월 29일에 원본 문서에서 보존된 문서. 2012년 11월 15일에 확인함.
45. ↑  Cox, Christopher (1999). 《The Report of the Select Committee on U.S. National Security and Military/Commercial Concerns with the People's Republic of China》 (영어). Washington: U.S. G.P.O. OCLC 41428120. OL 17581519M. 2020년 6월 15일에 원본 문서에서 보존된 문서. 2020년 6월 15일에 확인함.
46. ↑  Tucker, Patrick (2022년 6월 29일). “China's Disinformation Warriors May Be Coming for Your Company”. 《Defense One》 (영어). 2023년 9월 2일에 원본 문서에서 보존된 문서. 2023년 9월 2일에 확인함.
47. 1 2  “Contagious Disruption: How CCP Influence and Radical Ideologies Threaten Critical Infrastructure and Campuses Across the United States”. 《Network Contagion Research Institute》 (미국 영어). 2024년 5월 16일에 원본 문서에서 보존된 문서. 2024년 5월 21일에 확인함.
48. ↑  Wise, David (2011). 《Tiger Trap: America's Secret Spy War With China》 (영어). Boston/New York: Houghton Mifflin Harcourt. 38, 110쪽. ISBN 978-0-547-55310-8. OCLC 746747564.
49. ↑  《America the Vulnerable: Are Foreign and Fraudulent Online Campaign Contributions Influencing U.S. Elections?》 (PDF) (영어). Government Accountability Institute. 2012년 9월 26일. 2012년 10월 10일에 원본 문서 (PDF)에서 보존된 문서. 2012년 11월 15일에 확인함.
50. ↑  Woodward, Bob; Brian Duffy (1997년 2월 13일). “Chinese Embassy Role in Contributions Probed” (영어). The Washington Post. 2018년 8월 18일에 원본 문서에서 보존된 문서. 2017년 9월 8일에 확인함.
51. ↑  Woodward, Bob (1997년 4월 25일). “FBI Links Top China Officials, U.S. Donations” (영어). The Washington Post. 2017년 3월 28일에 원본 문서에서 보존된 문서. 2020년 2월 20일에 확인함.
52. ↑  Johnston, David (1999년 5월 12일). “Committee Told of Beijing Cash For Democrats”. 《The New York Times》. 2017년 9월 12일에 원본 문서에서 보존된 문서. 2017년 2월 18일에 확인함.
53. ↑  Paul, Katie (2022년 9월 27일). “Meta says removes China-based propaganda operation targeting U.S. midterms” (영어). Reuters. 2022년 10월 6일에 원본 문서에서 보존된 문서. 2022년 9월 27일에 확인함.
54. ↑  Myers, Steven Lee (2022년 9월 27일). “Meta Removes Chinese Effort to Influence U.S. Elections” (영어). The New York Times. 2022년 10월 6일에 원본 문서에서 보존된 문서. 2022년 9월 27일에 확인함.
55. ↑  Hsu, Tiffany; Myers, Steven Lee (2024년 4월 1일). “China's Advancing Efforts to Influence the U.S. Election Raise Alarms” (영어). The New York Times. 2024년 4월 3일에 원본 문서에서 보존된 문서. 2024년 4월 1일에 확인함.
56. ↑  Langley, William; White, Edward (2022년 3월 14일). “China backs Russian allegations about US biological weapons” (영어). Financial Times. 2022년 12월 10일에 원본 문서에서 보존된 문서. 2022년 3월 25일에 확인함. (구독 필요).
57. ↑  McCarthy, Simone (2022년 3월 10일). “China's promotion of Russian disinformation indicates where its loyalties lie” (영어). CNN. 2022년 5월 12일에 원본 문서에서 보존된 문서. 2022년 3월 24일에 확인함.
58. ↑  Goodwin, Bill (2022년 3월 23일). “Chinese state media use Facebook to push pro-Russia disinformation on Ukraine war” (영어). Computer Weekly. 2022년 3월 24일에 원본 문서에서 보존된 문서. 2022년 3월 24일에 확인함.
59. ↑  Young, Oliver (2022년 3월 11일). “Chinese State Media Reinforces Russian Disinformation About War in Ukraine” (영어). China Digital Times. 2022년 3월 18일에 원본 문서에서 보존된 문서. 2022년 3월 24일에 확인함.
60. ↑  Rising, David (2022년 3월 11일). “China amplifies unsupported Russian claim of Ukraine biolabs” (영어). Associated Press. 2022년 3월 11일에 원본 문서에서 보존된 문서. 2022년 3월 11일에 확인함.
61. ↑  Mozur, Paul; Myers, Steven Lee; Liu, John (2022년 4월 11일). “China's Echoes of Russia's Alternate Reality Intensify Around the World” (영어). The New York Times. 2022년 5월 20일에 원본 문서에서 보존된 문서. 2022년 5월 17일에 확인함.
62. ↑  Aisha, Majid (2022년 3월 21일). “How China uses Facebook to promote disinformation about Ukraine” (미국 영어). Press Gazette. 2022년 11월 7일에 원본 문서에서 보존된 문서. 2022년 11월 7일에 확인함.
63. ↑  Carey, Alexis (2022년 4월 7일). “Chinese state media's shocking claim after evidence of Russian torture revealed” (영어). news.com.au. 2022년 4월 7일에 원본 문서에서 보존된 문서. 2022년 6월 6일에 확인함.
64. 1 2  Bagchi, Indrani (2017년 8월 13일). “Doklam standoff: China playing out its 'Three Warfares' strategy against India” (영어). The Times of India. 2020년 11월 12일에 원본 문서에서 보존된 문서. 2020년 9월 15일에 확인함.
65. ↑  Pandit, Rajat (2017년 7월 20일). “China media claims major PLA build-up, India denies it” (영어). The Times of India. 2020년 11월 12일에 원본 문서에서 보존된 문서. 2025년 4월 17일에 확인함.
66. ↑  Winger, Gregory. “China's Disinformation Campaign in the Philippines” (영어). The Diplomat (magazine)|The Diplomat. 2020년 10월 9일에 원본 문서에서 보존된 문서. 2020년 10월 6일에 확인함.
67. ↑  “Operation Naval Gazing”. Graphika. 2024년 5월 14일에 원본 문서에서 보존된 문서. 2024년 6월 1일에 확인함.
68. ↑  Conger, Kate (2020년 6월 11일). “Twitter Removes Chinese Disinformation Campaign” (영어). The New York Times. 2020년 6월 14일에 원본 문서에서 보존된 문서. 2020년 7월 21일에 확인함.
69. ↑  Taylor, Josh (2020년 6월 12일). “Twitter deletes 170,000 accounts linked to China influence campaign” (영국 영어). The Guardian. 2020년 6월 14일에 원본 문서에서 보존된 문서. 2020년 7월 21일에 확인함.
70. ↑  “Twitter suspends 'China-backed accounts that spread propaganda'” (영어). [[Al Jeera English|Al Jazeera. 2020년 6월 13일에 원본 문서에서 보존된 문서. 2020년 6월 14일에 확인함.
71. ↑  Strong, Matthew (2020년 8월 7일). “Google removes 2,500 China-linked YouTube channels” (영어). Taiwan News. 2020년 8월 24일에 원본 문서에서 보존된 문서. 2020년 8월 7일에 확인함.
72. ↑  “TAG Bulletin: Q2 2020”. 《Google》 (미국 영어). 2020년 8월 5일. 2024년 5월 20일에 원본 문서에서 보존된 문서. 2024년 6월 1일에 확인함.
73. ↑  “Pro-China influence campaign allegedly financed staged protests in Washington”. 《therecord.media》 (영어). 2025년 4월 22일에 확인함.
74. ↑  Lanzavecchia, Otto (2024년 2월 7일). “Uncovering Paperwall, the "glocal" network of Chinese propaganda”. 《Decode39》 (미국 영어). 2025년 4월 22일에 확인함.
75. ↑  Hanson, Russell; Grissom, Adam R.; Mouton, Christopher A. (2024년 3월 14일). The Future of Indo-Pacific Information Warfare: Challenges and Prospects from the Rise of AI (보고서). RAND Corporation.
76. 1 2  Hunter, Lance Y.; Albert, Craig D.; Rutland, Josh; Topping, Kristen; Hennigan, Christopher (2024). “Artificial intelligence and information warfare in major power states: how the US, China, and Russia are using artificial intelligence in their information warfare and influence operations”. Defense & Security Analysis (영어) 40 (2): 235–269. doi:10.1080/14751798.2024.2321736. (구독 필요).
77. 1 2 3  Beauchamp-Mustafaga, Nathan (2024년 2월 1일). Exploring the Implications of Generative AI for Chinese Military Cyber-Enabled Influence Operations: Chinese Military Strategies, Capabilities, and Intent (보고서) (영어). RAND Corporation.
78. ↑  “Misleading a Pandemic: The Viral Effects of Chinese Propaganda and the Coronavirus”. 《National Defense University Press》 (미국 영어). 2025년 2월 28일에 확인함.
79. ↑  “China Covid-19: How state media and censorship took on coronavirus” (영국 영어). BBC News. 2020년 12월 29일. 2025년 2월 28일에 확인함.
80. 1 2 3  “Finding the Right Model: The Joint Force, the People's Liberation Army, and Information Wa”. 《Air University (United States Air Force)》 (미국 영어). 2023년 4월 24일. 2025년 3월 1일에 확인함.
81. 1 2  “PRC State-Sponsored Actors Compromise and Maintain Persistent Access to U.S. Critical Infrastructure”. 《Cybersecurity and Infrastructure Security Agency》 (영어). 2024년 2월 7일. 2025년 3월 1일에 확인함.
82. 1 2  Intelligence, Microsoft Threat (2023년 5월 24일). “Volt Typhoon targets US critical infrastructure with living-off-the-land techniques”. 《Microsoft Security Blog》 (미국 영어). 2025년 3월 1일에 확인함.
83. ↑  Miller, Maggie (2024년 10월 23일). “Influence campaigns from Iran, China, Russia ramping up ahead of elections, Microsoft finds”. 《Politico》 (영어). 2025년 3월 1일에 확인함.
84. 1 2  Davidson, Helen (2024년 2월 13일). “Explainer: what is Volt Typhoon and why is it the 'defining threat of our generation'?” (영어). The Guardian. 2025년 3월 1일에 확인함.
85. ↑  “Investigation by House Homeland, Select Committee on the CCP Finds Potential Chinese Threats to U.S. Port Infrastructure Security”. 《United States House Committee on Homeland Security》 (미국 영어). 2025년 3월 2일에 확인함.
86. ↑  shandler (2023년 1월 30일). “The 5×5—China's cyber operations”. 《Atlantic Council》 (미국 영어). 2025년 3월 1일에 확인함.
87. 1 2  “Is China's Huawei a Threat to U.S. National Security?”. 《Council on Foreign Relations》 (영어). 2025년 4월 20일에 확인함.
88. ↑  “NEW: Investigation by House Homeland, Select Committee on the CCP Finds Potential Chinese Threats to U.S. Port Infrastructure Security – Committee on Homeland Security” (미국 영어). 2025년 4월 17일에 확인함.
89. 1 2  “China's Cyber Capabilities and Their Implications for U.S. National Security.” (PDF). 《U.S.-China Economic and Security Review Commission》 (영어). Nov 2022.
90. 1 2  Ziemer, Henry; Bermudez Jr., Joseph S.; Jun, Jennifer (2024년 9월 23일). “The Geopolitics of Port Security in the Americas”. 《Center for Strategic and International Studies》 (영어).